# J. G. Ballard
James Graham Ballard (Shanghai, 15 novembre 1930 – Shepperton, 19 aprile 2009) è stato uno scrittore britannico.
Autore provocatorio, tematicamente e stilisticamente ispirato dalla pittura surrealista, molti dei suoi romanzi e racconti sono ascrivibili alla cosiddetta New Wave della narrativa fantascientifica e viene situato generalmente nell'alveo della letteratura postmoderna. 
La sua opera, oltreché per il suo carattere apertamente sperimentale, si caratterizza per le atmosfere cupe e quasi distopiche e per l'analisi cinica e cruda delle miserie e perversioni umane nella moderna era tecnologica, che lo ha portato successivamente al venir considerato un nume tutelare della corrente cyberpunk, mentre la sua spiccata propensione alla commistione dei più disparati sottogeneri letterari lo hanno invece fatto distinguere quale un antesignano dello slipstream.

## Biografia
Nato a Shanghai da genitori britannici ivi residenti per motivi di lavoro, durante la seconda guerra mondiale Ballard bambino fu internato assieme ai suoi famigliari nel campo di prigionia giapponese di Lunghua dal 1943 al 1945, sebbene nel romanzo L'impero del sole (Empire of the Sun) i genitori risultino internati in quello di Soochow e genitori e figlio si ricongiungano solo alla fine del conflitto. Ballard lo rivelò in una intervista al quotidiano britannico The Guardian nel 2006 e nella sua autobiografia L'impero del Sole. Il regista Steven Spielberg nel 1987 ne trasse un film omonimo (sceneggiatura del drammaturgo inglese Tom Stoppard). 
Nel 1946 Ballard si trasferì in Gran Bretagna, iniziando gli studi di medicina al King's College dell'Università di Cambridge (con l'intento di diventare psichiatra) ma, dopo due anni, folgorato dall'Ulisse di James Joyce, abbandonò, capendo che la professione medica non gli avrebbe lasciato tempo per scrivere. Dopo una serie di lavori occasionali - autore di testi pubblicitari, portiere a Covent Garden, ecc. - si spostò in Canada con la Royal Air Force, e scoprì la fantascienza. 
Congedatosi dalla RAF e tornato in patria, Ballard lavorò come giornalista scientifico e iniziò a scrivere racconti: il primo pubblicato fu Prima Belladonna, del 1956, che uscì a dicembre sulla rivista Science Fantasy, seguito a pochi giorni di distanza da Escapement su New Worlds. La sua prosa e i suoi temi ebbero un influsso notevole sulla fantascienza degli anni sessanta e settanta e sul movimento cyberpunk degli anni ottanta. Il suo articolo Come si arriva allo spazio interiore (Which Way to Inner Space), apparso sulla rivista New Worlds nel 1962, segnò la nascita della New Wave britannica. Ballard spostò l'attenzione sullo spazio interiore (inner space), luogo di incontro tra pulsioni della psiche umana e immagini e simboli veicolati dai mass media. In Italia l'articolo fu tradotto per la prima volta da Riccardo Valla nella sua fanzine Sevagram nel 1968, quindi incluso da Carlo Pagetti in un numero della rivista Nuovi Argomenti dedicato a Ballard, uscito nel 1970.
Il suo primo romanzo fu Il vento dal nulla (The Wind From Nowhere) del 1962, che aprì una tetralogia di genere catastrofico; anche se in seguito Ballard lo rinnegò, fu questo libro a dargli la possibilità di guadagnarsi da vivere come scrittore. Gli altri tre furono Il mondo sommerso (The Drowned World), Terra bruciata (The Burning World) e Foresta di cristallo (The Crystal World), basati sui quattro elementi aristotelici aria, acqua, terra e fuoco, più un quinto elemento, il tempo, che domina Foresta di cristallo.
Nel 1970, dopo diverse peripezie legali (fece chiudere una piccola casa editrice di lestofanti che aveva stampato alcune copie del libro) pubblicò La mostra delle atrocità (The Atrocity Exhibition), il suo capolavoro. Sono quindici racconti, in cui il filo comune (oltre al protagonista) è l'ossessione maniacale per la guerra del Vietnam, la psicopatologia, la pornografia, il potere dei media, le vittime di incidenti stradali e le icone del sogno americano, rigorosamente morte. Nel libro Ballard previde 11 anni prima l'elezione a presidente degli USA di Ronald Reagan.
Tre anni dopo uscì Crash, in cui riprende (in dosi molto più massicce rispetto al precedente) il tema della perversione per le vittime di incidenti stradali e la fusione di carne e auto. Nel 1996 David Cronenberg ne trasse un film omonimo. La fama al di fuori della fantascienza gli giunse col romanzo autobiografico L'impero del sole. Da allora (prima metà degli anni ottanta) Ballard si allontanò sempre più dalla fantascienza, ma continuò a scrivere racconti fantascientifici o fantastici fino alla metà degli anni novanta.
L'ultimo romanzo di Ballard, Regno a venire (Kingdom Come), pubblicato in Gran Bretagna nel 2006, comprende pezzi di ironica critica sociale strutturati come gialli, i cui temi sono il consumismo, la società tardo capitalistica, i rigurgiti reazionari e irrazionali delle società occidentali, i mass media. Nell'autobiografia I miracoli della vita (Miracles of Life), pubblicata nel marzo del 2008, l'autore rivelò di essere affetto da cancro alla prostata, che lo avrebbe ucciso nell'aprile del 2009.

## Temi e contenuti
Ballard nutrì fin dagli inizi «[...] Il rifiuto dello spazio esterno, della mitologia creata dagli assunti dell'astronave e del viaggio spaziale». Si pose quindi in modo differente dai suoi colleghi precedenti e dell'epoca, anche se i suoi primi racconti non si discostano di tanto dagli scritti usuali.
Nella sua storia di esordio la protagonista Jane Ciraclydes risulta in sintonia, per psicologia e modo di agire, con il tono presente nella narrativa poliziesca, decadente e romantica. Questa venatura disperata è causata però più dall'ambiente che circonda i personaggi che da essi stessi.
Si notano in Escapement e Build Up le prime discrepanze tra la realtà e l'uomo, che faranno parte anche di suoi racconti successivi.
In Manhole 69 vengono mostrate molte sfaccettature possibili della psiche umana, tramite un accostamento tra una questione medica e i suoi risvolti psicoanalitici.
The Waiting Grounds, scritto nel 1959, è il primo racconto di Ballard dove viene affrontato il tema spaziale: infatti, in questo periodo, Ballard amplia i suoi orizzonti fantascientifici e, di conseguenza, anche le tematiche che prende in esame.
Spesso i personaggi di Ballard sono insoddisfatti, privati di qualcosa che non sanno se definire indispensabile o meno, se la sua assenza sia positiva o negativa, tendendo quasi all'alienazione del personaggio. Inevitabile è la disperazione, per lo sviluppo del suo discorso critico sulla situazione contemporanea dell'uomo, sul: «labirinto di fantasie, di propaganda massificata a sfondo politico [...] Di iconografie di beni di consumo che fluiscono intorno a noi».
In seguito al 1961 continua l'analisi del rapporto tra realtà e uomo di Ballard, con i racconti del ciclo di Vermilion Sands. In questi racconti il nucleo attivo è sempre la donna, che viene presentata come un misto tra demone e angelo, tendente di più verso il demoniaco. Questi finiscono inevitabilmente con il somigliarsi, poiché è il mondo esterno che riflette e condiziona le eroine che si muovono al suo interno. Grazie allo squilibrio mentale, la donna risulta come l'unica capace di sfuggire alla fenomenologia esterna, e per questo finisce con l'apparire più alienata e sensibile dei personaggi maschili. Le psicologie in questi racconti sfiorano i casi clinici, e Ballard sembra abbandonarsi a una vena di psicopatologia e reminiscenze artistiche, tradendo un interesse per il simbolismo e il surrealismo.
Ballard affronta spesso il tema del rifiuto del presente e dell'incapacità di andare oltre il proprio passato: nel 1962 propone un articolo su New Worlds sullo spazio interno, e contemporaneamente in esso rifiuta le tematiche solamente spaziali e avventurose a favore dell'analisi dell'essere umano e del mondo esterno nella fantascienza, e soprattutto dell'uomo da un punto di vista interno. Etichettare Ballard come scrittore di fantascienza nel senso classico è dunque riduttivo. Come lui stesso afferma in più scritti, la fantascienza è per lui solamente un mezzo, il mezzo di conoscenza più adatto e "contemporaneo" per descrivere la realtà e le società metropolitane e tecnicizzate in cui ci troviamo a vivere. Pertanto i fini di Ballard non sono quelli di scrivere avvincenti e avventurose narrazioni fantascientifiche, ma utilizzare un immaginario di quel tipo (in particolar modo quello da lui battezzato dello "spazio interno", profondamente rivisitato in maniera personale e quindi lontano dagli scenari tipici della fantascienza) per indagare a fondo la natura del nostro mondo.
In The Drowned World Ballard elabora gli impulsi di autodistruzione del protagonista, elemento presente anche in altri racconti, fino alle sue estreme conseguenze. Gli anti-eroi di Ballard appaiono come pecore nere del genere umano, ma che partecipano attivamente alle pulsioni del loro mondo personale, che risulta essere il mondo reale deformato.
Inizia, con Il gigante annegato (The Terminal Beach), la seconda fase creativa di Ballard, dove i suoi racconti presentano uno stile sgretolato e ricomposto successivamente in ordine alternato, rifacendosi a esperienze dadaiste e surreali.
Viene accusato per questo, oltre che di essersi allontanato dalla new Wave, di aver completamente abbandonato la fantascienza, anzi, di scrivere anti-fantascienza.
Ballard non ritiene fondamentali le connotazioni scientifiche o tecniche, e tenta di costruire un qualcosa di nuovo partendo dall'essere umano, dalle sue reazioni e dall'ambiente che lo circonda. Richiesto del perché vivesse in un anonimo sobborgo di Londra, dichiarò: "Cerco ispirazione nella vita di tutti i giorni, fatta di autostrade, supermercati, stazioni ferroviarie... Alcuni mi definiscono uno scrittore di fantascienza, ma reputo i miei romanzi più realisti dei cosiddetti classici di Kingsley Amis o di Evelyn Waugh, che raccontano un mondo elitario assolutamente sconosciuto all'uomo medio."
In Crash abbandona il surrealismo e presenta un caso patologico di feticismo, prendendo in esame il mito dell'automobile e il sesso.
Ballard non ha mai tentato di fondare una sua scuola letteraria, sebbene spesso nei suoi racconti vi siano aspetti per certi versi didattici.

## Opere

### Tetralogia degli Elementi
- Il vento dal nulla (The Wind From Nowhere, 1961), Urania n. 288, 621, Mondadori
- Il mondo sommerso (The Drowned World, 1962), Urania n. 311, 648, Mondadori; come Il mondo sommerso, Feltrinelli, ISBN 9788807818288
- Terra bruciata (The Burning World o The Drought, 1964), Urania n. 417, 788, Mondadori, Feltrinelli 2024 ISBN 9788807898846
- Foresta di cristallo (The Crystal World, 1966), Longanesi 1975, Feltrinelli ISBN 9788807818547

Dittico de L'impero del sole
- L'impero del sole (Empire of the Sun, 1984), Feltrinelli, ISBN 9788807819117
- La gentilezza delle donne (The Kindness of Women, 1991), Rizzoli, ISBN 8817671029

Altri
- La mostra delle atrocità (The Atrocity Exhibition o Love and Napalm: Export USA, 1970), Feltrinelli, ISBN 9788807816727
- Crash (Crash, 1973), Feltrinelli, ISBN 9788807818059
- L'isola di cemento (Concrete Island, 1974), Feltrinelli, ISBN 9788807819353
- Condominium (High Rise, 1975), Urania n. 707, Mondadori; come Il condominio, Feltrinelli, ISBN 9788807817557
- L'allegra compagnia del sogno (The Unlimited Dream Company, 1979), Fanucci, come Sogno S.p.A., Feltrinelli 2019
- Ultime notizie dall'America (Hello America, 1981), Urania n. 908, Mondadori, come Hello America, Feltrinelli 2020, ISBN 9788807894145
- Il giorno della creazione (The Day of Creation, 1987), Rizzoli, ISBN 8817671010
- Un gioco da bambini (Running Wild, 1988), Feltrinelli, ISBN 9788807819766
- Il paradiso del diavolo (Rushing to Paradise, 1994), Baldini Castoldi Dalai, ISBN 9788860731500

Tetralogia di Cocaine Nights
- Cocaine Nights (Cocaine Nights, 1996), Baldini Castoldi Dalai, Feltrinelli 2008 ISBN 9788880898498
- Super-Cannes (Super-Cannes, 2000), Feltrinelli, ISBN 9788807817137
- Millennium People (Millennium People, 2003), Feltrinelli, ISBN 9788807818851
- Regno a venire (Kingdom Come, 2006), Feltrinelli, ISBN 9788807701801

### Antologie di racconti
- The Voices of Time and Other Stories (1962)
- Billenium (1962)
- Essi ci guardano dalle torri e Passaporto per l'eternità (Passport to Eternity, 1963), Urania nn. 371 e 399, Mondadori
- Incubo a quattro dimensioni (The Four-Dimensional Nightmare, 1963)
- Il gigante annegato (The Terminal Beach, 1964), Urania n. 764, Mondadori
- The Impossible Man (1966)
- Ora zero (The Venus Hunters, 1967), Urania n. 908, Mondadori
- Il giorno senza fine (The day of forever, 1967) Fantapocket n. 5 Longanesi
- The Overloaded Man (1967)
- La zona del disastro (The Disaster Area, 1967), Urania n. 779, Mondadori
- Gli scultori di nuvole (1968), Urania n. 487, Mondadori
- I segreti di Vermilion Sands (Vermilion Sands, 1971)
- Chronopolis and Other Stories (1971)
- La civiltà del vento (Low-Flying Aircraft and Other Stories, 1976), Urania n. 717, Mondadori
- The Best of J.G. Ballard (1977)
- The Best Short Stories of J.G. Ballard (1978)
- Mitologie del futuro prossimo (Myths of the Near Future, 1982), Urania n. 976, Mondadori
- The Voices of Time (1985)
- Memories of the Space Age (1988)
- Febbre di guerra (War Fever, 1990)
- Tutti i racconti (The Complete Short Stories of J.G. Ballard, 2001), 3 volumi, Fanucci

### Autobiografia
- I miracoli della vita (Miracles of Life, 2008), Feltrinelli, ISBN 9788807702037

### Saggistica
- J.G. Ballard. Visioni, ShaKe, 2008, ISBN 9788888865539